# Jezioro Sztynorckie
Jezioro Sztynorckie – jezioro w Polsce, położone w województwie warmińsko-mazurskim, w powiecie węgorzewskim, w gminie Węgorzewo, w Krainie Wielkich Jezior Mazurskich.

## Wykorzystanie jeziora przez żeglarzy
Jezioro połączone jest z Jez. Dargin krótkim, 170 metrowym Kanałem Sztynorckim.
W latach 1975–1980 odtworzony został kanał łączący Jezioro Sztynorckie z Jeziorem Dargin i wykonane zostało nabrzeże portowe w Sztynorcie. Sztynort już wówczas był znanym Ośrodkiem Sportów Wodnych. Wśród jachtów w porcie sztynorckim wyróżniał się służbowy jacht pełnomorski dyrektora Kętrzyńskiego Zjednoczenia. Z jachtu tego korzystali goście ministerialni, także z innych ówczesnych krajów socjalistycznych. Dla gości Zjednoczenia były przygotowane pokoje w pałacu (spękane tynki zakryte były tapetami), z łazienkami wyposażanymi w kabiny prysznicowe. W pałacu funkcjonowała stołówka. Po likwidacji PGR pałac wraz z Ośrodkiem Sportów Wodnych nad Jeziorem Sztynorckim wielokrotnie miał nowych właścicieli.
Przy wyjściu przez kanał z jeziora żeglarze odwiedzają czasem, znajdujący się w lesie, po prawej stronie kanału cmentarz, na którym znajduje się kaplica rodowa Lehndorffów.

## Dane morfometryczne
Powierzchnia zwierciadła wody według różnych źródeł wynosi od 46,0 ha do 47,3 ha.
Zwierciadło wody położone jest na wysokości 115,9 m n.p.m. lub 117,2 m n.p.m. Średnia głębokość jeziora wynosi 1,9 m lub 2,2 m, natomiast głębokość maksymalna 3,1 m.
Długość linii brzegowej to 2,9 km, a jej rozwinięcie - 1,19.

## Zanieczyszczenie wód jeziora
W oparciu o badania przeprowadzone w 1997 roku wody jeziora zaliczono do wód pozaklasowych.
Jezioro zanieczyszczone było gnojówką spływającą z obór, gdy Sztynort był siedzibą Klucza PGR do roku 1974, którą uzupełniły ścieki z fermy na 2000 szt. inwentarza wybudowanej w Sztynorcie Małym, w niedalekiej odległości od jeziora. Ferma ta została wybudowana po włączeniu Klucza PGR Sztynort do PPGR Srokowo.
Po 1974 użytkownikiem jeziora wraz z pałacem w Sztynorcie i jego otoczeniem był Zakład Łowiectwa Leśnictwa Turystyki i Wypoczynku, który wchodził w skład Przedsiębiorstwa Usług Rolniczych w Kruszewcu. Wspomniany zakład miał zapewniać obsługę socjalną dla 12 tys. pracowników „AGROKOMPLEKSU” (13 przedsiębiorstw, w tym Kombinat PGR Sątopy). Zakład obsługi socjalnej miał jeszcze dwa duże ośrodki wczasowe: jeden w Martianach, drugi w Przerwankach nad Jezioro Gołdapiwo. Zbiornik zasilany jest ze zlewni jednym zbiorczym rowem melioracyjnym odwadniającym pobliskie pola, woda z rowu jest okresowo odprowadzana do zbiornika. Jezioro Sztynorckie określane jest jako silnie zdegradowane - poza klasą. Prawie wszystkie parametry przekraczały normy dopuszczalne dla wód powierzchniowych, jedynie związki fosforowe występowały w ilościach obniżonych ze względu na nasiloną produkcję fitoplanktonu, stan sanitarny zbiornika nie budzi zastrzeżeń (miano coli - I klasa). Jezioro określa się jako podatne na degradację - trzecia kategoria. Łatwo ulega wpływom zewnętrznym, jest zbiornikiem płytkim o dużej dynamice wód, z grubą warstwą osadów dennych. Poprawę stanu czystości jeziora uzyskać można by poprzez rekultywację, przy zahamowaniu zanieczyszczeń.

## Hydronimia
Według urzędowego spisu opracowanego przez Komisję Nazw Miejscowości i Obiektów Fizjograficznych (KNMiOF) nazwa tego jeziora to Jezioro Sztynorckie. W niektórych publikacjach wymieniana jest oboczna nazwa tego jeziora: Kamionkowskie.